# Chrysanthia superba
Chrysanthia superba là một loài bọ cánh cứng trong họ Oedemeridae. Loài này được Reitter miêu tả khoa học năm 1872.